# Wszedzień (województwo zachodniopomorskie)
Wszedzień (niem.: Scheddin) – wieś w Polsce położona w województwie zachodniopomorskim, w powiecie sławieńskim, w gminie Postomino.
W latach 1975–1998 miejscowość należała administracyjnie do województwa słupskiego.
Inne miejscowości o nazwie Wszedzień: Wszedzień